# Yerko Leiva
Yerko Bastián Leiva Lazo (ur. 14 czerwca 1998 w Santiago) – chilijski piłkarz występujący na pozycji środkowego pomocnika, reprezentant Chile, od 2024 roku zawodnik O’Higgins.

## Kariera klubowa
Leiva pochodzi ze stołecznego Santiago i jest wychowankiem akademii juniorskiej tamtejszego giganta – Club Universidad de Chile. Po raz pierwszy znalazł się w kadrze pierwszego zespołu już jako piętnastolatek – szkoleniowiec Cristián Romero (z którym zawodnik współpracował wcześniej w kategoriach juniorskich) powołał go do osiemnastki meczowej w marcu 2014 na ligowe spotkanie z Uniónem La Calera (0:1). W chilijskiej Primera División zadebiutował jednak dopiero kilkanaście miesięcy później za kadencji trenera Sebastiána Beccacece, 24 stycznia 2016 w wygranej 8:1 konfrontacji z O’Higgins, w którym strzelił również gola. W wiosennym sezonie Clausura 2017 wywalczył z Universidadem mistrzostwo Chile, pełniąc jednak rolę rezerwowego w taktyce Ángela Guillermo Hoyosa.

## Kariera reprezentacyjna
W październiku 2015 Leiva został powołany przez Miguela Ponce do reprezentacji Chile U-17 na Mistrzostwa Świata U-17 w Chile. Tam miał pewne miejsce w środku pola, rozgrywając wszystkie cztery możliwe spotkania w pełnym wymiarze czasowym i strzelił gola w pierwszym meczu fazy grupowej z Chorwacją (1:1). Jego kadra – pełniąca wówczas rolę gospodarza turnieju – odpadła z juniorskiego mundialu w 1/8 finału, ulegając Meksykowi (1:4).
W styczniu 2017 Leiva znalazł się w ogłoszonym przez Héctora Roblesa składzie reprezentacji Chile U-20 na Mistrzostwa Ameryki Południowej U-20. Na ekwadorskich boiskach był głównie rezerwowym zawodnikiem swojej drużyny – rozegrał wszystkie możliwe spotkania (lecz tylko jedno w wyjściowym składzie), a jego kadra spisała się znacznie poniżej oczekiwań, zajmując ostatnie miejsce w pierwszej rundzie i nie zakwalifikowała się na Mistrzostwa Świata U-20 w Korei Płd.
W seniorskiej reprezentacji Chile Leiva zadebiutował za kadencji selekcjonera Juana Antonio Pizziego, 2 czerwca 2017 w wygranym 3:0 meczu towarzyskim z Burkina Faso.